# Eupithecia larentimima
Eupithecia larentimima es una especie de polilla de la familia Geometridae. La especie fue descrita por primera vez por András Mátyás Vojnits habiendo sido descrita en 1979, con distribución en China, especialmente la provincia de Zhejiang. El holotipo de la especie fue descrita en el sector montañoso Tianmushan, al norte de Zhejiang y a una altitud de 1600 metros (5249,3 pies). Tiene gran similitud con otra especie de la región montañosa de Yunnan, la Eupithecia ustata.
La polilla es pequeña con alas redondeadas y elongadas. Sus alas anteriores son color marrón con pocas líneas transversales notorias mientras que las alas posteriores tienen su mitad posterior de color blanquecino.: 35  Basado en sus características morfológicas, se le ubica en el grupo de especies Eupithecia mutata.